# Mardela Springs
La ville de Mardela Springs est située dans le comté de Wicomico, dans l’État du Maryland, aux États-Unis. Sa population s’élevait à 347 habitants lors du recensement de 2010.

## Source
- (en) Cet article est partiellement ou en totalité issu de l’article de Wikipédia en anglais intitulé « Mardela Springs, Maryland » (voir la liste des auteurs).